# Kissenbrück
Kissenbrück là một đô thị ở huyện Wolfenbüttel, trong bang Niedersachsen, nước Đức. Đô thị Kissenbrück có diện tích 6,64 km².